# Université de La Salle (Manille)
Pour les articles homonymes, voir La Salle.
L'université de La Salle est une université catholique, fondée en 1911 par les Frères des écoles chrétiennes, située à Manille près de la ville de Pasay. Elle offre des cours dans diverses disciplines : arts, sciences humaines, affaires, sciences sociales, technologie, affaires, arts libéraux, sciences pures et appliquées. C'est la meilleure université du pays dans de nombreux domaines[Lesquels ?][réf. nécessaire].